# Комплексный правовой институт
Комплексный правовой институт – это специфическое правовое образование, содержащее нормы двух и более отраслей права. 
Существование комплексных правовых институтов вызвано существованием пограничных, промежуточных общественных отношений, и, следовательно, необходимостью тесного контакта между отраслями права, их взаимосвязи, «подстройки»  правового регулирования близких по характеру общественных отношений.
Комплексные правовые институты обладают в части предмета, метода и механизма правового регулирования чертами, присущими нескольким отраслям права. Однако определяющим для комплексного института права является то, что нормы других отраслей права конкретизируются применительно к специфике предмета отрасли и действуют только в ее пределах.
К отраслям и подотраслям права, «выросшим» из институтов можно отнести: авторское право, жилищное право, таможенное право, наследственное право, водное право, избирательное право, космическое право, горное право и некоторые другие отрасли.
Основа для развития комплексного правового института была заложена С.С. Алексеевым, который отмечал, что деление права на отрасли вовсе не означает, что между ними существует «китайская стена», которая разделила бы отрасли на совершенно изолированные друг от друга сферы. В связи с этим С.С. Алексеев вводит понятие смешанного института, определяя его как институт данной отрасли, который включает элементы иного метода правового регулирования.
Таким образом, выделение в структуре права смешанных институтов подготовило почву для более широкого понимания термина  «правовой институт» и формирования таких понятий, как «межотраслевой» и «комплексный» институт.
Комплексные правовые институты подразделяют на комплексные отраслевые (внутриотраслевые) и комплексные межотраслевые (пограничные и функциональные).
Наиболее крупные комплексные (межотраслевые) институты находят свое выражение в соответствующей комплексной отрасли законодательства (Д.Е. Петров).
Е.В. Сидорова считает, что комплексные правовые институты имеют отношение к формированию комплексных отраслей права. Комплексный правовой институт может быть использован при формировании комплексной отрасли права, где он будет выступать как один из возможных вариантов зарождения такой отрасли права. Т.е. комплексная отрасль права сначала существует в форме комплексного института и обладает перспективой преобразования в комплексную отрасль права.